# Саньянг, Юссуфа
Юссуфа Саньянг (фр. Youssoupha Sanyang; род. 31 августа 2005, Кункуянг, Западный район) — сенегальский и гамбийский футболист, полузащитник клуба «Тёнгет», выступающий на правах аренды за «Вестерос».

## Клубная карьера
На молодёжном уровне выступал за сенегальский «Тёнгет». В его составе в 2024 году стал победителем молодёжного чемпионата. Проходил просмотр в бельгийском «Андерлехте». В августе 2024 года перешёл в шведский «Вестерос» на правах аренды до конца года с возможностью выкупа. 22 сентября в игре с «Вернаму» дебютировал в чемпионате Швеции, появившись на поле на 86-й минуте вместо Даниэля Аска.

## Карьера в сборной
В марте 2024 года в составе сборной Сенегала принимал участие в Африканских играх, проходивших в ганской Аккре. На турнире сенегальцы дошли до полуфинала, где уступили будущим чемпионам из Ганы. В матче за третье место Сенегал обыграл сборную Конго и завоевал бронзовые медали игр.

## Достижения
Сенегал:
- Бронзовый призёр Африканских игр: 2023[7]

## Клубная статистика
| Выступление      | Выступление      | Выступление      | Лига | Лига | Кубки | Кубки | Конт. кубки | Конт. кубки | Итого | Итого |
| Клуб             | Лига             | Сезон            | Игры | Голы | Игры  | Голы  | Игры        | Голы        | Игры  | Голы  |
| ---------------- | ---------------- | ---------------- | ---- | ---- | ----- | ----- | ----------- | ----------- | ----- | ----- |
| Вестерос         | Алльсвенскан     | 2024             | 3    | 0    | 0     | 0     | 0           | 0           | 3     | 0     |
| Вестерос         | Итого            | Итого            | 3    | 0    | 0     | 0     | 0           | 0           | 3     | 0     |
| Всего за карьеру | Всего за карьеру | Всего за карьеру | 3    | 0    | 0     | 0     | 0           | 0           | 3     | 0     |